# Лахош, Ласло
Ласло Лахош (венг. Lahos László; 17 января 1933, Балашадьярмат — 20 сентября 2004,) — венгерский футболист, игравший на позиции нападающего.
Выступал, в частности, за клубы «Шальготарьян» и «Татабанья», а также национальную сборную Венгрии.

## Клубная карьера
Во взрослом футболе дебютировал в 1951 году выступлениями за клуб «Шальготарьян», в котором провел три сезона, приняв участие в 49 матчах чемпионата.
В 1955 году перешел в клуб «Татабанья», за который отыграл 8 сезонов. Большинство времени, проведенного в составе «Татабаньи», был основным игроком атакующей звена команды. В составе «Татабаньи» был одним из главных бомбардиров команды, имея среднюю результативность на уровне 0,49 гола за игру первенства. Завершил профессиональную карьеру футболиста выступлениями за этот же клуб в 1963 году.
Умер 20 сентября 2004 года на 72-м году жизни.

## Выступления за сборную
В 1957 году дебютировал в составе национальной сборной Венгрии. В течение карьеры в национальной команде, которая длилась всего 1 год, провел в форме главной команды страны 4 товарищеских матча, в которых отметился 4 голами. С 1958 по 1961 годы сыграл 3 матча (2 гола) за второй состав сборной Венгрии.
В составе сборной был участником чемпионата мира 1958 года в Швеции.